# Otto Ineichen

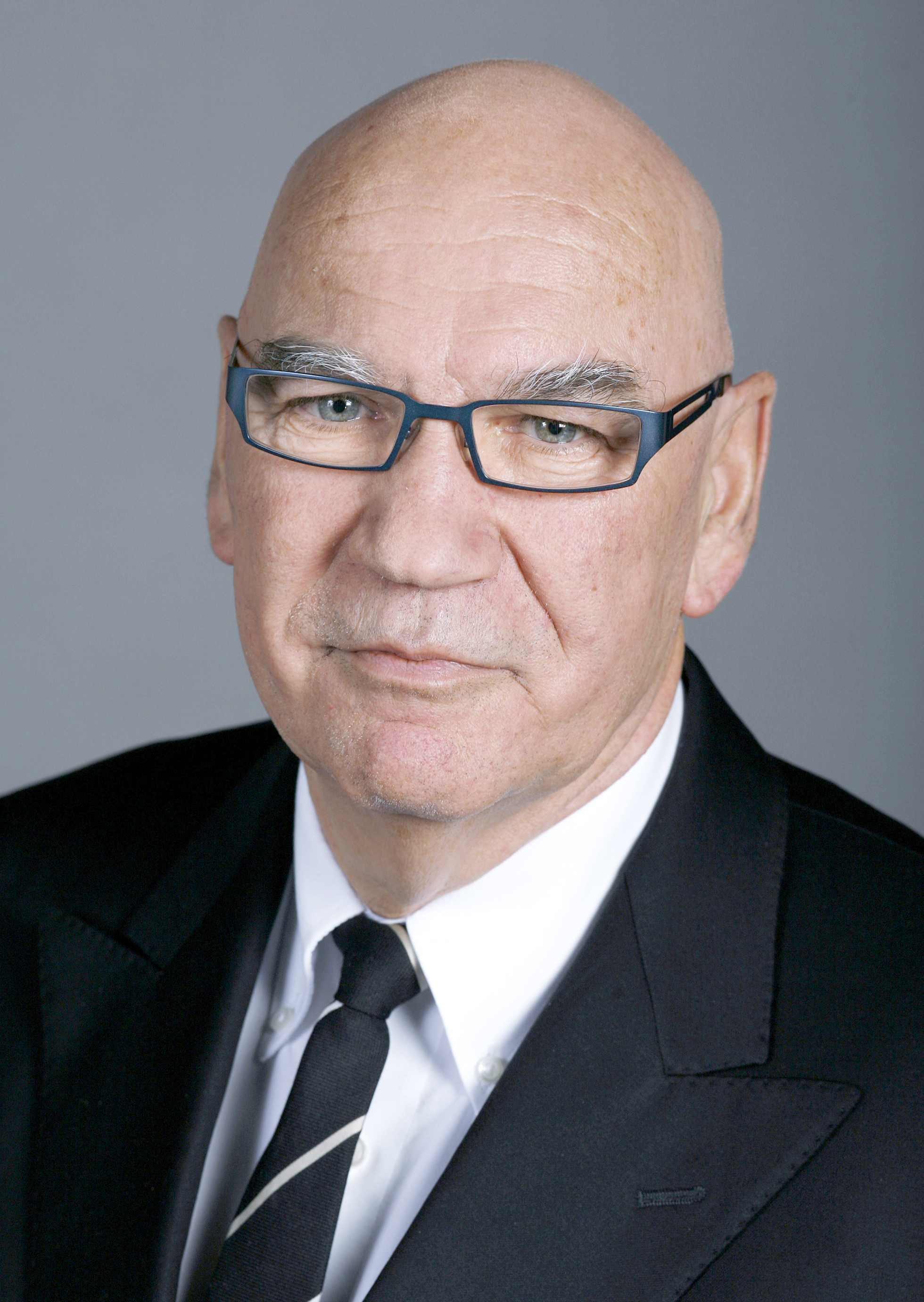
Otto Ineichen (2007)

Otto Ineichen (* 8. Juni 1941 in Sursee; † 6. Juni 2012 ebenda; heimatberechtigt in Sursee und Schenkon) war ein Schweizer Unternehmer und Politiker (FDP).

## Leben
Der Sohn eines Metzgers mit eigenem Betrieb besuchte das Wirtschaftsgymnasium in Freiburg. Er studierte Betriebswirtschaftslehre an der Hochschule St. Gallen und schloss 1965 mit dem Lizenziat ab. Seit dem Studium dort ist er Mitglied der Studentenverbindung AV Mercuria San Gallensis. 1967 gründete er mit seinem Bruder das Fleischwarenunternehmen Viaca AG in Geuensee. Die Firma stand zehn Jahre später vor dem Konkurs und musste zum Nulltarif verkauft werden, wobei Ineichen sein gesamtes Vermögen verlor.
Als im August 1978 durch ein Unwetter im Kanton Tessin die Waren eines Einkaufszentrums stark beschädigt wurden, erkannte er die Chance und kaufte sämtliche Warenbestände auf. Mit diesen Postenartikeln aller Art gründete er das Unternehmen Otto’s Schadenposten, das im Jahr 1985 in Otto’s Warenposten umbenannt wurde. 1989 eröffnete er unter dem Namen Otto le soldeur seinen ersten Laden in der französischsprachigen Schweiz. Seit 1999 tritt das Unternehmen sprachenübergreifend als Otto’s auf. Es bestand im Jahr 2009 aus 104 Filialen, beschäftigte 1650 Angestellte und erwirtschaftete einen Umsatz von über 600 Millionen Franken. Der Hauptsitz befindet sich in Sursee. Im Jahr 2001 übergab Ineichen die Leitung des Unternehmens an seinen Sohn Mark, er selbst übernahm die Funktion des Verwaltungsratspräsidenten bis zum Juli 2010, als er auch dieses Amt an seinen Sohn abgab und ganz aus dem Verwaltungsrat ausschied.
Bei den Wahlen 2003 wurde Ineichen als einer der Abgeordneten des Kantons Luzern in den Nationalrat gewählt. Er wurde 2007 und 2011 bestätigt. Bei den Nationalratswahlen 2011 erreichte er das mit Abstand beste Ergebnis im Kanton Luzern. Ineichen gehörte durchgehend der Kommission für Wissenschaft, Bildung und Kultur, in seiner ersten Legislatur ausserdem der Begnadigungskommission und der Rehabilitierungskommission an. 2011 hatte er mit 27 Mandaten in Unternehmen, Stiftungen und Vereinen (inklusive Zeichnungsberechtigung) die meisten Mandate der Mitglieder des neugewählten Nationalrats inne.
Ab 2007 bot Otto Ineichen in Zusammenarbeit mit anderen Unternehmern und den kantonalen Ämtern für Berufsbildung Speranza 2000 an, ein Förderprogramm für jugendliche Schulabgänger mit ungünstigen Berufsaussichten. Dieses Programm ist als Massnahme gegen die Jugendarbeitslosigkeit gedacht.
Otto Ineichen war verheiratet, hatte vier erwachsene Söhne und lebte in Sursee, wo er am 6. Juni 2012 70-jährig an Herzversagen verstarb.

## Auszeichnungen
- 2009: SwissAward in der Kategorie Politik.[9]
- 2009: Prix Jeunesse.[10]
- 2010: Mensch Sursee 2010.[11]

## Werke
- Besteuerungsaufschub und Steuerplanung unter besonderer Berücksichtigung der Familienaktiengesellschaft. Diplomarbeit, Hochschule St. Gallen, Frühling 1964, OCLC 610709840.
- Radikale Abspeckkur rettet Wirtschaftsstandort Schweiz. Otto’s Warenposten, Sursee 1995, DNB 952017628.
- Ausgaben sparen – Steuern senken: eine Broschüre für die drei Surseer Gemeinden, die für andere Gemeinden Modellcharakter haben könnte. Otto’s Warenposten, Sursee 1995, DNB 952017741.
- Ich provoziere bewusst! Otto’s Warenposten, Sursee 1997, DNB 952182483 (französische Ausgabe: Je provoque sciemment!).
- mit Erhard D. Burri: 13 Thesen für erfolgreichere KMU. Erfahrungen des Präsidenten der Stiftung Arbeitsplatz Schweiz. Ott Verlag, Thun 2000, ISBN 3-7225-6681-9.
- Was läuft schief? Wege zu einer erfolgreichen Schweiz. Orell Füssli, Zürich 2004, ISBN 3-280-05122-3.